# اتصالات بشرية

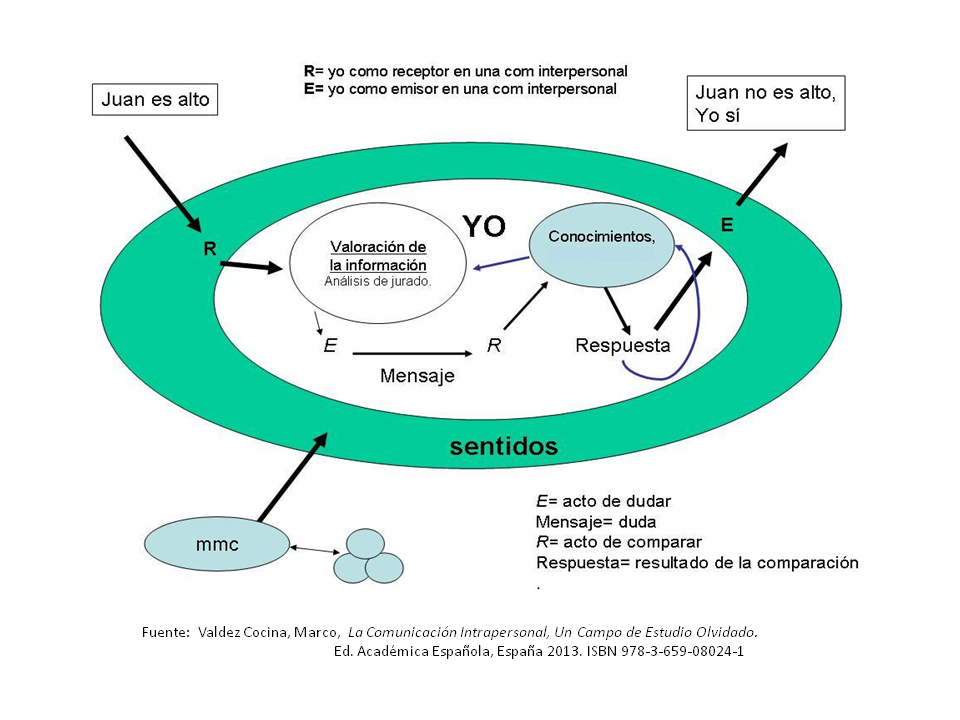

الاتصالات البشرية (بالإنجليزية: anthroposemiotics)‏ هي وسيلة مستعملة لمعرفة كيفية تواصل البشر مع بعضهم البعض، الاتصال البشري يقوم على أساس النوايا المشتركة التعاونية. 
تم التعرف على أهمية التواصل في المجتمع البشري منذ آلاف السنين، منذ وقت أبعد بكثير من إمكان إثباته بالتاريخ المسجل ." البشر لديهم قدرات الاتصال، فيما الحيوانات الأخرى لا تفعل ذلك. ويشار إلى التواصل البشري لطلب المساعدة، لإعلام الآخرين، وتبادل المواقف باعتبارها وسيلة من وسائل الترابط .

## أنواع الاتصالات البشرية
- الاتصالات داخل الشخص نفسه
- لغة الجسد
- تواصل_شخصي
- دينامية الجماعة ( اتصالات بين جماعات )

## شخصيات هامة
- جاك دريدا
- مارشال ماكلوهان
- ألبرت محرابيان
- نوربرت فينر
- كارل روجرز